# Animal Crossing: Let's Go to the City
Animal Crossing: City Folk (街へ行こうよ どうぶつの森, Machi e ikō yo: Dōbutsu no mori, lit. Anem a la ciutat: Bosc Animal), conegut aEuropa i Austràlia com a Animal Crossing: Let's Go to the City és un videojoc de tipus de simulació de vida que va ser desenvolupat i publicat per Nintendo per a la seva consola Wii. Forma part de la sèrie d'Animal Crossing.
L'any 2005, durant una entrevista, Katsuya Eguchi (el cap de la producció de la sèrie Animal Crossing) va mencionar que seria possible enviar cartes a través de telèfons mòbils i correus electònics, i en una altra entrevista amb IGN, Eguchi va expressar que WiiConnect24 podria ser utilitzat va parlar sobre que es podrien enviar cartes mitjançant telèfons mòbils i correus electrònics; en una altra entrevista amb IGN, Katsuya Eguchi també va esmentar poder utilitzar WiiConnect24 perquè altres jugadors es comuniquin entre sí mentre no estiguin jugant. Aquest joc va ser mostrat en la seva versió demo a la GDC Consumer Game Show, rebent els jugadors la informació que tindrien accés a una gran ciutat.
Durant l'estiu de 2008, en la conferència de premsa de Nintendo a l'E3 de juliol de 2008, el nom oficial del joc va ser revelat, així com la funció de comunicació per veu entre jugadors a través d'un perifèric amb el nom de WiiSpeak, que funcionaria amb connexió Wi-Fi.

## Ciutat
En el joc, la ciutat té la funció de districte comercial, sent l'accés a la mateixa la parada d'autobús situada davant de la porta situada al nord del poble. La ciutat serà també visitada pels veïns, amb els quals el jugador pot interactuar.
El teatre és un dels llocs que el jugador pot visitar, costant l'entrada 800 monedes del joc. Al teatre actua un axolot anomenat Dr. Sito (tot i que en certes ocasions el substitueix un llangardaix anomenat Dr. Sote) el qual pot ensenyar reaccions al jugador, que només pot utilitzar 4 a la vegada.
L'Acadèmia d'Arts Decoratives (o AAD) és atesa per Sisebuto, una llúdria. A l'AAD es poden veure mobles i decoracions a l'habitació del fons i, si la teva casa és la que ha rebut més punts per part de l'AAD, la seva decoració passarà a ser la que es veu a l'habitació del fons de l'AAD.
També es pot trobar la botiga d'una girafa anomenada Graciela, "La divina Graciela", sent la tenda atesa per una eriçó anomenada Trini (els productes d'aquesta tenda són dissenys de Graciela, sent més cars que altres productes més comuns)
Hi ha també una casa de subhastes, portada per un "giroide" (figuretes d'Animal Crossing inspirades en els Haniwa) de nom Giroide.
El jugador pot canviar el color de les seves sabates amb els serveis de Betunio, una mofeta. Tornarà també la púdel Marilin, que pot canviar el pentinat del jugador a la seva tenda o substituir el cap del jugador pel d'un avatar Mii.
També es pot trobar un caixer automàtic per guardar i treure diners, podent aconseguir el jugador una tarjeta de crédit (en el joc) si hi ingresa 1000 monedes del joc. A més, el jugador por trobar-se amb una foca que ven globus, molinets de vent i pompers, però només apareix els divendres, dissabtes i diumenges entre les vuit i les onze del matí quan fa sol.
A partir de les vuit de la tarda el jugador pot accedir a l'Oficina de Reseteig de Rese T. un talp. El pas està barrat fins a aquella hora, però no sempre s'obrirà.

## POBLE

### Botiga de Nook
A la tenda de l'ós rentador Tom Nook podràs comprar eines com una canya per pescar o una pala, entre d'altres, a més de poder vendre objectes que no necessitis i així guanyar monedes del joc. És aconsellable per a aconseguir diners de manera ràpida vendre petxines i fruita que pots trobar als arbres de la ciutat

Al realitzar una compra a la seva botiga rebràs punts del Programa de Punts de Tom Nook (pots comprovar els punts que tens a la Màquina de Registre de la mateixa botiga) els quals pots utilitzar per intercanviar-los per diverses recompenses. A mesura que el joc avança, Tom Nook ampliarà la seva botiga fins a quatre cops durant tot el joc.
La primera botiga de Nook és el Magatzem Nook, sent molt petita i amb una oferta d'objectes reduïda. Està oberta de les vuit del matí a les deu de la nit. Després d'una setmana de joc i de gastar 25000 monedes del joc al Magatzem Nook, aquest s'ampliarà, passant a dir-se SuperNook. L'horari s'ampliarà, sent de set del matí a una de la matinada. les dimensions i l'oferta de la botiga s'amplien també. La segona ampliació es donarà sempre que el jugador hagi gastat 65000 monedes del joc a SuperNook, obrint-se així Hiper Nook. L'horari que segueix és el maeix que el del Magatzem Nook (de vuit del matí a deu de la nit) i presenta una oferta més ampliada que SuperNook. L'última ampliació succeirà després que el jugador gasti 150000 monedes del joc a Hiper Nook. La nova botiga es diu Nook's, obre de nou del matí a nou de la nit, afegint un segon pis, ampliant-se així la grandària i l'oferta de la botiga. A la segona planta trobaràs a dos ossos rentadors més, Tendo i Nendo, empleats i familiars de Tom Nook.

### Ajuntament
A l'Ajuntament hi ha dos taulells, cadascun amb una funció diferent. El de la dreta representa l'oficina de correus, que presenta les següents funcions:
- Enviar cartes. Amb aquesta funció, pots enviar una carta a un veí del teu poble o fins i tot a un mateix. Els veïns poden respondre la teva carta, la qual rebràs a la teva bústia.
- Tauló de Wii. Amb aquesta funció pots enviar un un missatge al tauló de Wii de la teva consola.
- Organitzar correu. Pots guardar un màxim de 160 cartes, aquestes no arribaran a perdre's mai.
- En el taulell de l'esquerra s'ocupa del centre cívic, i des d'allí podràs fer les següents coses:
- Medi ambient. Per a conèixer alguns dels comentaris que envien els teus veïns sobre la flora del poble (la quantitat i qualitat de les seves zones verdes).
- Melodies. Per a crear una nova melodia per al poble (no la banda sonora, sinó una musiqueta que pot sentir-se de tant en tant, com per exemple quan parles amb un personatge). Per a fer-ho podràs moure les notes d'un pentagrama per a canviar el seu to i així formar una nova melodia.
- Fons Cívic. Per a fa donacions de baies amb les quals millorar el poble.
- Tinc problemes. Per a presentar una queixa sobre algun dels teus veïns o sobre la teva casa.

El taulell de l'esquerra en canvi s'encarrega de les funcions del centre cívic, podent-se realitzar les següents accions:
- Medi ambient. Així es pot conèixer l'opinió dels veïns sobre les zones verdes del poble, que depenen dels arbres i les flors que el jugador planti i cuidi.
- Melodies. El jugador pot definir una melodia que sona ocasionalment en el joc, com per exemple quan es parla amb un personatge del joc. Això es fa amb l'edició de les notes d'un pentagrama, podent crear melodies lliurement.
- Fons Cívic. Amb aquesta funció es poden donar monedes del joc amb l'objectiu de millorar el poble.
- Tinc problemes. Utilitzant aquesta funció el jugador pot queixar-se dels seus veïns o sobre la teva casa.

A l'Ajuntament hi ha també un contenidor de reciclatge en el qual el jugador pot desfer-se de brossa que no li interessi i fins i tot trobar objectes de cert valor. Tot allò que estigui dins del contenidor desapareixerà cada dilluns, dimarts, dimecres i dijous a les sis del matí. A més, hi ha un caixer automàtic per a ingressar i retirar monedes del joc, podent fer també des d'allà els pagaments a Tom Nook de l'adquisició de la teva casa.
Fora de l'Ajuntament es troba el Tauler d'Anuncis, on s'anunciaran els esdeveniments importants del poble. El jugador pot escriure també els seus propis missatges.

### Porta
La Porta és el mitjà de comunicació en línea del joc, donant-se aquests serveis parlant amb els gossos que estan als seus costats. El gos de la dreta, Vigilio, dona les següents possibilitats: 
- Vull sortir. Amb aquesta funció, el jugador pot visitar els pobles dels seus amics.
- Espero visita. D'aquesta manera, el jugador obre les portes del seu poble, podent visitar-lo els seus amics.
- Clau d'amic. A partir d'aquest servei el jugador pot aconseguir el seu codi d'amic, necessari per als seus amics si volen visitar el seu poble. El juagdor necessitarà també la clau d'amic dels seus amics per visitar els seus pobles.
- On estic?. Amb aquesta funció, el jugador pot conèixer més sobre La Porta.

Parlant amb el gos de l'esquerra, en Nocencio, el jugador podrà saber si té algun visitant especial al poble, obtenir objectes perduts i canviar el disseny de la bandera de La Porta.

### Sastreria
Un altre lloc destacat del poble és la sastreria de les Germanes Manetes.
En aquesta botiga es poden comprar peces de roba, accessoris, barrets i paraigües a un bon preu. La botiga també permet al jugador crear dissenys propis per a qualsevol article de roba (incloent els paraigües) i fins i tot per a les parets de la seva casa. Els dissenys es poden exposar i els veïns del poble els poden utilitzar també.

### Museu
Al museu el jugador pot visitar les exposicions de Fòssils, Insectes, Peixos i Quadres, a les quals ha de contribuir personalment per ampliar-les. Si el jugador vol fer donacions, ha de perlar amb el mussol encarregat, Sòcrates.
Els Fòssils, Insectes i Peixos els ha de capturar i desenterrar el jugador amb les eines que pot comprar a la botiga de Nook, sent l'objectiu completar les tres col·leccions.
Els quadres han de ser comprats pel jugador o els han de rebre com a regal.
A l'esquerra del museu hi ha un bar anomenat "El Alpiste", on pot prendre un cafè i escoltar música. Els dissabtes de vuit de la tarde a dotze de la nit, apareix un gos anomenat Totakeke, al qual el jugador pot demanar que toqui una cançó. En acabar-la, Totakeke donarà aquesta cançó al jugador, la qual podrà escoltar a la seva casa amb un moble de reproducció de música. Al museu es troba també l'observatori amb el qual es poden mirar les estrelles, podent crear constel·lacions pròpies.

## Parada de l'autobús
La parada de l'autobús es situa davant de La Porta, on el jugador espera a que arribi l'autobús per anar a la ciutat. no estant disponible si no s'han completat els treballs que dona Tom Nook al jugador.
Si el jugador vol agafar l'autobús ha de situar-se a la senyal de la parada i prèmer el botó "A". Dins de l'autobús es troba el gat Fran, qui parlarà al jugador de WiiConnect24. Després d'aquesta conversació, el jugador arriba a la ciutat. Si el jugador vol tornar al poble, només a de tornar a demanar el bus de la mateixa manera que abans.
Quan algú està visitant el poble del jugador (o si el jugador està visitant algun poble d'un amic), l'autobús no serà accessible per al visitant.

## Objectes d'or i plata

### Tirador de Plata
El tirador de plata està disponible a Hiper Nook pel preu de 500 monedes del joc, apareixent aleatòriament en la oferta del dia. Aquest tirador es diferencia del normal perquè dispara dues pedres en comptes d'una.

### Tirador d'or
Aquest tirador s'aconsegueix quan el jugador fa explotar vuit globus seguits amb un tirador, apareixent volant dins d'un regal i subjecte a tres globus que el jugador haurà de fer explotar amb un tirador.
El tirador d'or dispara tres pedres

### Regadora de plata
El jugador la rep per correu després de comprar 50 llavors de flors a la botiga de Nook. Aquesta regadora pot revivir flors i naps vermells.

### Regadora d'or
La regadora d'or es dona al jugador quan aconsegueix mantenir el poble perfecte durant almenys 15 dies. Es pot preguntar per l'estat del poble a l'ajuntament a una pelicà anomenada Sol. A més, en la condició de poble perfecte, creixerà cada dia una flor de neu.

### Xarxa d'or
La tortuga Tórtimer l'entrega com obsequi al jugador quan aquest ha capturat i enregistrat els 64 insectes del joc
Amb aquesta xarxa la captura d'insectes és més fàcil perquè són més grans.

### Canya d'or
La tortuga Tórtimer l'entrega com obsequi al jugador quan aquest ha capturat i enregistrat els 64 peixos del joc.
Amb aquesta canya la pesca és més fàcil pel seu millor esquer.

### Pala d'or
Si el jugador la vol obtenir ha d'enterrar una pala normal la qual es transformarà en una d'or a les sis del matí, moment en què ha de ser desenterrada.
Amb aquesta pala es poden enterrar bosses de diners del joc per fer créixer arbres de diners.

### Pala de plata
Aquesta pala és obsequiada al jugador en la seva primera visita a l'Oficina de Reseteig.
Amb aquesta pala hi ha més probabilitats de que surtin diners de les roques al colpejar-les amb ella.

### Destral de plata i Destral d'or
Després de donar un total de 500000 monedes del joc per millorar al poble, apareixerà una font davant de La Porta. Tirant una destral a dins apareixerà la chihuahua Divahua, que canviarà la teva destral normal per una de plata o una d'or, sempre que responguis a les seves preguntes amb respostes que li agradin. La destral de plata té l'avantatge de no trencar-se mai, mentre que la destral d'or talla troncs més ràpid.

## Esdeveniments de l'any[calcitació]

### Gener

#### Any Nou
Es celebra el dia 1 de gener
La tortuga Tórtimer et donarà un vestit d'Any Nou davant de l'ajuntament.

#### Torneig de Pesca
Es celebra el tercer dissabte de gener entre les 12.00 i les 18.00.
En el torneig de pesca s'ha d'utilitzar la canya de pescar per pescar qualsevol peix, amb l'objectiu final que sigui el més gran possible, ja que el torneig serà guanyat per aquell que hagi atrapat el peix més gran. El castor Martín, que porta el torneig de pesca pot medir els peixos que capturis, i donarà recompenses al jugador si ha batut el rècord de la resta de competidors. Si al finalitzar el torneu té la puntuació més alta, rebrà un trofeu de pesca al correu el dia següent.

#### Mercat ambulant
Es celebra el quart diumenge del mes.
Aquest esdeveniment consisteix en la compraventa de mobles de les cases del poble. El jugador pot vendre els seus mobles a veïns que el vinguin a visitar per un preu negociat o visitar cases de veïns per comprar algun dels seus mobles, també negociant els preus.

### Febrer

#### Dia dels Enamorats
Es celebra el dia 14 de febrer
Arribarà una carta a la bústia del jugador amb una felicitació pel Dia dels Enamorats i un Xococor de regal (menjar de xocolata del joc)

#### Torneig de Pesca
Es celebra el segon dissabte del mes, de dotze del migdia a sis de la tarda
En el torneig de pesca s'ha d'utilitzar la canya de pescar per pescar qualsevol peix, amb l'objectiu final que sigui el més gran possible, ja que el torneig serà guanyat per aquell que hagi atrapat el peix més gran. El castor Martín, que porta el torneig de pesca pot medir els peixos que capturis, i et donarà recompenses si has batut el rècord de la resta de competidors. Si al finalitzar el torneu tens la puntuació més alta, rebràs un trofeu de pesca al correu el dia següent.

#### Carnestoltes
Aquesta festivitat és de data variable, podent ser entre finals de gener i principis de març. L'any 2009 fou el 23 de febrer, mentre que l'any 2011 va caure en 7 de març.
En aquesta celebració el jugador pot competir en jocs contra els seus veïns per guanyar llaminadures. Si el jugador perd, haurà de donar al veí una llaminadura o 500 monedes del joc.
El paó Conga et donarà objectes exclusius de la celebració si li dones les llaminadures específiques que et demana.

#### Mercat ambulant
Es celebra el quart diumenge del mes.
Aquest esdeveniment consisteix en la compraventa de mobles de les cases del poble. El jugador pot vendre els seus mobles a veïns que el vinguin a visitar per un preu negociat o visitar cases de veïns per comprar algun dels seus mobles, també negociant els preus.

### Març

#### Dia del Pare
Es celebra el 19 de març
El pare del jugador en el joc li enviarà una carta amb un regal a la seva bústia recordant la celebració del dia.

#### Torneig de Pesca
Es celebra el tercer dissabte del mes, de 12.00 a 18.00.
En el torneig de pesca s'ha d'utilitzar la canya de pescar per pescar qualsevol peix, amb l'objectiu final que sigui el més gran possible, ja que el torneig serà guanyat per aquell que hagi atrapat el peix més gran. El castor Martín, que porta el torneig de pesca pot medir els peixos que capturis, i et donarà recompenses si has batut el rècord de la resta de competidors. Si al finalitzar el torneu tens la puntuació més alta, rebràs un trofeu de pesca al correu el dia següent.

#### Mercat ambulant
Es celebra el quart diumenge del mes.
Aquest esdeveniment consisteix en la compraventa de mobles de les cases del poble. El jugador pot vendre els seus mobles a veïns que el vinguin a visitar per un preu negociat o visitar cases de veïns per comprar algun dels seus mobles, també negociant els preus.

### Abril

#### Dia de les Bromes
Es celebra l'1 d'abril.
Tórtimer donarà una fulla al jugador davant de l'Ajuntament.
La broma és que en el joc els mobles es representen a l'inventari com a fulles verdes, però Mórtimer donarà al jugador una fulla literalment, és a dir, no serà un moble.

#### Torneig de Pesca
Es celebra el segon dissabte del mes, entre les dotze del migdia i les sis de la tarda.
En el torneig de pesca s'ha d'utilitzar la canya de pescar per pescar qualsevol peix, amb l'objectiu final que sigui el més gran possible, ja que el torneig serà guanyat per aquell que hagi atrapat el peix més gran. El castor Martín, que porta el torneig de pesca pot medir els peixos que capturis, i et donarà recompenses si has batut el rècord de la resta de competidors. Si al finalitzar el torneu tens la puntuació més alta, rebràs un trofeu de pesca al correu el dia següent.

#### Caça de l'Ou
Aquest esdeveniment pot ser a març o abril, variant la data entre anys.
La Caça de l'Ou consisteix en trobar ous que estaran enterrats per tot el poble. Els ous han de ser oberts pel jugador i si troba un bo dins d'un d'ells l'haurà de portar al personatge anomenat Coti Conejal, que estarà a l'Ajuntament per la celebració. Ell et canviarà el bo per un dels objectes exclusius de la Caça de l'Ou.

#### Mercat ambulant
Es celebra el quart diumenge del mes.
Aquest esdeveniment consisteix en la compraventa de mobles de les cases del poble. El jugador pot vendre els seus mobles a veïns que el vinguin a visitar per un preu negociat o visitar cases de veïns per comprar algun dels seus mobles, també negociant els preus.

### Maig

#### Dia de la Mare
Es celebra el primer diumenge de maig
El jugador rebrà una carta de la seva mare amb un regal a la bústia com a recordatori de la celebració.

#### Torneig de Pesca
Es celebra el tercer dissabte del mes entre les dotze del migdia i les sis de la tarda.
En el torneig de pesca s'ha d'utilitzar la canya de pescar per pescar qualsevol peix, amb l'objectiu final que sigui el més gran possible, ja que el torneig serà guanyat per aquell que hagi atrapat el peix més gran. El castor Martín, que porta el torneig de pesca pot medir els peixos que capturis, i et donarà recompenses si has batut el rècord de la resta de competidors. Si al finalitzar el torneu tens la puntuació més alta, rebràs un trofeu de pesca al correu el dia següent.

#### Mercat ambulant
Es celebra el quart diumenge del mes.
Aquest esdeveniment consisteix en la compraventa de mobles de les cases del poble. El jugador pot vendre els seus mobles a veïns que el vinguin a visitar per un preu negociat o visitar cases de veïns per comprar algun dels seus mobles, també negociant els preus.

### Juny

#### Caça d'Insectes
Es celebra el tercer dissabte del mes, entre les dotze del migdia i les sis de la tarda
De forma similar al torneig de pesca, el jugador haurà de caçar insectes amb la xarxa i portar-les al camaleó Papilo, el qual porta el torneig de caça d'insectes. Ell avaluarà l'insecte que el jugador ha entregat, comparant-lo amb el de la resta dels competidors. Si supera el récord establert rebrà una recompensa per part de Papilo. Si quan finalitza el torneig a les sis de la tarda el jugador encara posseeix el récord rebrà al dia següent un trofeu per correu.

#### Solstici d'estiu
Es celebra el 21 de juny, primer dia d'estiu
Tórtimer donarà una Cafetera moka al jugador davant de l'ajuntament com a regal.

#### Mercat ambulant
Es celebra el quart diumenge del mes.
Aquest esdeveniment consisteix en la compraventa de mobles de les cases del poble. El jugador pot vendre els seus mobles a veïns que el vinguin a visitar per un preu negociat o visitar cases de veïns per comprar algun dels seus mobles, també negociant els preus.

### Juliol

#### Caça d'Insectes
Es celebra el tercer dissabte del mes de 12:00 a 18:00
De forma similar al torneig de pesca, el jugador haurà de caçar insectes amb la xarxa i portar-les al camaleó Papilo, el qual porta el torneig de caça d'insectes. Ell avaluarà l'insecte que el jugador ha entregat, comparant-lo amb el de la resta dels competidors. Si supera el récord establert rebrà una recompensa per part de Papilo. Si quan finalitza el torneig a les sis de la tarda el jugador encara posseeix el récord rebrà al dia següent un trofeu per correu.

#### Mercat ambulant
Es celebra el quart diumenge del mes.
Aquest esdeveniment consisteix en la compraventa de mobles de les cases del poble. El jugador pot vendre els seus mobles a veïns que el vinguin a visitar per un preu negociat o visitar cases de veïns per comprar algun dels seus mobles, també negociant els preus.

### Agost
Els focs artificials es celebren cada diumenge d'agost a partir de les set de la nit.
Tórtimer donarà al jugador bengales i candeles romanes de regal
A partir de les set l'espectacle començarà i el jugador podrà utilitzar els regals de Tórtimer.

#### Caça d'Insectes
Es celebra el tercer dissabte del mes de 12:00 a 18:00
De forma similar al torneig de pesca, el jugador haurà de caçar insectes amb la xarxa i portar-les al camaleó Papilo, el qual porta el torneig de caça d'insectes. Ell avaluarà l'insecte que el jugador ha entregat, comparant-lo amb el de la resta dels competidors. Si supera el récord establert rebrà una recompensa per part de Papilo. Si quan finalitza el torneig a les sis de la tarda el jugador encara posseeix el récord rebrà al dia següent un trofeu per correu.

### Setembre

#### Lluna de Tardor
La data d'aquest esdeveniment varia entre els anys, podent ser a setembre o a octubre.
Tórtimer regalarà al jugador una cistella de verdures per celebrar la Lluna de Tardor.

#### Torneig de Pesca
Es celebra el segons dissabte de cada mes, de dotze del migdia a sis de la tarda.
En el torneig de pesca s'ha d'utilitzar la canya de pescar per pescar qualsevol peix, amb l'objectiu final que sigui el més gran possible, ja que el torneig serà guanyat per aquell que hagi atrapat el peix més gran. El castor Martín, que porta el torneig de pesca pot medir els peixos que capturis, i et donarà recompenses si has batut el rècord de la resta de competidors. Si al finalitzar el torneu tens la puntuació més alta, rebràs un trofeu de pesca al correu el dia següent.

#### Mercat ambulant
Es celebra el quart diumenge del mes.
Aquest esdeveniment consisteix en la compraventa de mobles de les cases del poble. El jugador pot vendre els seus mobles a veïns que el vinguin a visitar per un preu negociat o visitar cases de veïns per comprar algun dels seus mobles, també negociant els preus.

### Octubre

#### Halloween
Es celebra el 31 d'octubre a partir de les sis de la tarda
Els veïns es vestiran de carabassa. Un personatge anomenat Soponcio passejarà pel poble, i si el jugador li dona llaminadures (estaran disponibles durant tot octubre a la botiga de Nook), Soponcio li donarà un objecte exclusiu de Halloween Aquest dia tots els teus veïns aniran disfressats de carabassa.
Durant aquest esdeveniment, si parles amb un veí i no li dones llaminadures, alteraran la teva roba, convertiran el teu cap en una carabassa i convertiran els objectes del teu inventari en caixes sorpresa. És una referència similar al famós dit de Halloween de "trick or treat".

### Novembre

#### Torneig de Pesca
Es celebra el tercer dissabte del mes de 12:00 a 18:00.
En el torneig de pesca s'ha d'utilitzar la canya de pescar per pescar qualsevol peix, amb l'objectiu final que sigui el més gran possible, ja que el torneig serà guanyat per aquell que hagi atrapat el peix més gran. El castor Martín, que porta el torneig de pesca pot medir els peixos que capturis, i et donarà recompenses si has batut el rècord de la resta de competidors. Si al finalitzar el torneu tens la puntuació més alta, rebràs un trofeu de pesca al correu el dia següent.

#### Mercat ambulant
Es celebra el quart diumenge del mes.
Aquest esdeveniment consisteix en la compraventa de mobles de les cases del poble. El jugador pot vendre els seus mobles a veïns que el vinguin a visitar per un preu negociat o visitar cases de veïns per comprar algun dels seus mobles, també negociant els preus.

#### Dia del Gall d'indi
Es celebra el quart dijous del mes.
Tórtimer estarà davant de l'Ajuntament envoltat de taules amb menjar, preparades per a un banquet. Tórtimer informarà al jugador de l'hora en què començarà. Quan torni a l'hora assignada Tórtimer entregarà al jugador uns coberts que haurà de portar a un gall d'indi que voltarà pel poble, anomenat Guindo. Això s'haurà de repetir fins que el jugador obtingui tots els objectes exclusius del Dia del Gall d'indi, els quals Guindo dona al jugador cada cop que aquest li entregà uns coberts.

### Desembre

#### Premi al Civisme
Es celebra el 6 de desembre
Tórtimer estarà esperant al jugador davant de l'Ajuntament, i li preguntarà si és bo o dolent i independentment de la resposta del jugador li regalarà un Mitjó Festiu.

#### Torneig de Pesca
Es celebra el segon dissabte del mes, entre les 12.00 i les 18.00.
En el torneig de pesca s'ha d'utilitzar la canya de pescar per pescar qualsevol peix, amb l'objectiu final que sigui el més gran possible, ja que el torneig serà guanyat per aquell que hagi atrapat el peix més gran. El castor Martín, que porta el torneig de pesca pot medir els peixos que capturis, i et donarà recompenses si has batut el rècord de la resta de competidors. Si al finalitzar el torneu tens la puntuació més alta, rebràs un trofeu de pesca al correu el dia següent.

#### Solstici d'hivern
Es celebra el 21 de desembre, primer dia d'hivern
Tórtimer donarà al jugador un globus de neu com a regal pel solstici davant de l'Ajuntament.

#### Dia de les Joguines
Es celebra el 24 de desembre, a partir de les vuit de la nit.
El Dia de les Joguines el jugador pot trobar a Renato, un ren el qual dona un regal al jugador un regal després que respongui a algunes de les seves preguntes.
Només li donarà un regal, però el jugador pot enganyar-lo canviant-se de roba, pentinat, barret... Tot i que a vegades no se'l pot enganyar.

#### Compte enrere
Es celebra el 31 de desembre
A l'Ajuntament hi haurà un marcador amb un compte enrere. Tórtimer regalarà al jugador un canó de confeti per fer escalatar quan siguin les 12 de la matinada. La celebració dura tota la nit.